# Rufoclanis hesperus
Rufoclanis hesperus är en fjärilsart som beskrevs av Rothschild och Jordan 1916. Rufoclanis hesperus ingår i släktet Rufoclanis och familjen svärmare. Inga underarter finns listade.